# Франтішек Страка
Франтішек Страка (чеськ. František Straka, нар. 21 травня 1958, Чеські Будейовиці) — чехословацький, а згодом чеський футболіст, що грав на позиції захисника. По завершенні ігрової кар'єри — тренер.
Був одним з лідерів «Спарти» (Прага) у 1980-ті роки, зігравши за клуб понад 200 матчів у чемпіонаті і вигравши ряд національних трофеїв. Згодом у 2004 році працював з командою і як головний тренер. Також значну частину кар'єри провів у Німеччини, крім цього виступав за національну збірну Чехословаччини, з якою був учасником чемпіонату світу 1990 року.

## Клубна кар'єра
Народився 21 травня 1958 року в місті Чеські Будейовиці. Вихованець клубу «Динамо» з рідного міста, після чого з 1977 року проходив військову службу у клубі «Дукла» (Тахов), де грав два роки.
1979 року став гравцем «Спарти» (Прага), в якій провів дев'ять сезонів, взявши участь у 223 матчах чемпіонату. Більшість часу, проведеного у складі «Спарти», був основним гравцем захисту команди. За цей час чотири рази виборював титул чемпіона Чехословаччини та тричі ставав володарем національного Кубка.
1988 року перейшов у «Боруссію» (Менхенгладбах), де провів наступні три сезони своєї ігрової кар'єри, зігравши 81 матч у Бундеслігі і забивши один гол, у 28-му турі сезону 1988/89 з «Баєром 05 Юрдінген» (2:0).
Влітку 1991 року перейшов у «Ганзу», де за сезон зіграв у 34 матчах, втім команда зайняла 18 місце і вилетіла в Другу Бундеслігу. Після цього Страка виступав у іншому клубі другого дивізіону «Вупперталі», з яким 1994 року вилетів до Регіоналліги.
Завершив професійну ігрову кар'єру у клубі «Пройсен» (Кельн) з Оберліги, четвертого за рівнем дивізіону Німеччини, де виступав протягом 1996—1998 років.

## Виступи за збірну
26 жовтня 1983 року дебютував в офіційних іграх у складі національної збірної Чехословаччини у матчі проти Болгарії. У складі збірної був учасником чемпіонату світу 1990 року в Італії, дійшовши з командою до чвертьфіналу. Протягом кар'єри у національній команді, яка тривала 8 років, провів у формі головної команди країни 35 матчів.

## Кар'єра тренера
Після завершення кар'єри гравця залишився у Німеччині і з липня 1999 року по листопад 2001 року тренував «Вупперталь» з Оберліги.
Влітку 2002 року Страка повернувся до Чехії і зайняв посаду асистента Франтішека Ціпро у «Теплиці». Після лише однієї перемоги у п'яти матчах, на початку вересня 2002 року Ціпро був звільнений, а Страка став новим головним тренером клубу, вивівши його з передостаннього 15-го на 6-е місце.
На початку квітня 2004 року Страка очолив «Спарту» (Прага) і здобув з клубом шість перемог у семи іграх, піднявши команду з четвертого на друге місце. У наступному сезоні 2004/05 Страка вивів команду в груповий етап Ліги чемпіонів, а у чемпіонаті на зимову перерву клуб пішов з відривом у дев'ять очок від другого місця, втім 16 грудня 2004 року Страка був звільнений. Причиною цього були погані результати у групі Лізі чемпіонів, де пражани здобули лише одне очко у шести матчах.
У березні 2005 року Страка став тренером німецького «Рот Вайса» (Ален). У сезоні 2004/05 Франтішек врятував команду від вильоту з Другої Бундесліги, втім в наступному сезоні 2005/06 команда не здобула жодної перемоги у десяти турах і 25 жовтня 2005 року чех був звільнений.
У квітні 2006 року Страка очолив «Вікторію» (Пльзень), щоб врятувати команду від вильоту у Другу лігу. Цей результат був досягнутий завдяки сенсаційній перемозі 3:1 в останньому турі проти свого колишнього клубу «Спарта». Незважаючи на успіх, Страка не продовжив контракт і перейшов у австрійський «Ваккер Тіроль». Там після трьох перемог на старті сезону результати почали погіршуватись і після серії з дванадцяти ігор без перемог чеський тренер був звільнений.
У сезоні 2007/08 Страка тренував «Динамо» (Чеські Будейовиці), з яким закінчив сезон на 13 місці, а потім з липня по листопад грецький клуб ОФІ, але через незадовільні результати швидко був звільнений.
12 травня 2009 року став головним тренером збірної Чехії після звільнення Петра Ради через невдалі виступи у відборі на ЧС-2010. Страка провів на посаді головного тренера один матч — товариську гру з Мальтою 5 червня 2009 року, а вже 30 червня його контракт не було продовжено.
У вересні 2009 року був запрошений керівництвом словацького клубу «Ружомберок», зайнявши з командою 5-те місце у сезоні 2009/10, після чого покинув клуб.
У червні 2010 року Страка був призначений головним тренером клубу «Норз Квінсленд Ф'юрі з австралійської А-Ліги. У команди були фінансові проблеми і низькі результати, а при Страці ситуація лише погіршилась — 21 січня 2011 року в матчі чемпіонату проти «Аделаїди Юнайтед» команда зазнала найбільшої поразки в своїй історії (1:8), а у березні взагалі була розформована і Страка залишився без роботи. З'явились чутки що чех може залишитись в Австралії і очолити «Мельбурн Вікторі», втім Страка повернувся до Європи, де став тренером клубу польської Екстракласи «Арка» (Гдиня). Втім врятувати команду від вильоту у сезоні 2010/11 він не зумів і після його завершення покинув клуб.
У жовтні 2011 року Страка замінив на посаді головного тренера «Славії» Міхала Петроуша. Це викликало протести і невдоволення фанатів обох клубів — вболівальники «Славії» сприймали Страку як легенду їх головного суперника «Спарти», в той час як фанати «Спарти» сприймали Страку як зрадника. Вболівальники «Славії» прийшли на дебютний матч Страки в чорному і на тренувальному майданчику викопали символічні могили Страці та керівникам «Славії». У Кнежевесі, де жив Страка, вболівальники «Славії» обмалювали стіни образливими текстами, а фани «Спарти» обмалювали безпосередньо будинок Страки. Через нескінченні протести, Страка врешті-решт вирішив піти у відставку в березні 2012 року. 
В березні 2013 року Страка зайняв тренерський пост у «Пршибрамі», який у передостанньому турі врятував від вильоту, втім вже на початку жовтня 2013 року, після серії незадовільних результатів, він був звільнений з команди.
11 червня 2014 року підписав контракт з братиславським «Слованом», діючим чемпіоном країни. У першому офіційному матчі Страка здобув з клубом Суперкубок Словаччини, здолавши «Кошице» 1:0. Втім надалі результати погіршились: команда не пробилась до групи Ліги чемпіонів УЄФА, поступившись білоруському БАТЕ, а в чемпіонаті відбулась серія із семи матчів без перемог (6 поразок і 1 нічия з різницею голів 1:18), після якої 6 жовтня 2014 року Страка був звільнений.
28 грудня 2016 року Страка очолив єгипетський «Ісмайлі», де пропрацював всього чотири місяці і 20 квітня 2017 року керівництво клубу припинило контракт. Втім чеський фахівець залишився в Єгипті, де з липня по листопад працював з іншою місцевою командою «Смуха».
У січні 2018 року Страка очолив ліванський «Аль-Ансар» (Бейрут)

## Титули і досягнення

### Як гравця
- Чемпіон Чехословаччини (5):

«Спарта» (Прага): 1983–84, 1984–85, 1986–87, 1987–88
- Володар Кубка Чехословаччини (3):

«Спарта» (Прага): 1979—80, 1983—84, 1987—88

### Як тренера
- Володар Кубка Чехії (2):

«Теплиці»: 2002—03
«Спарта» (Прага): 2003—04
- Володар Суперкубка Словаччини (1):

«Слован»: 2014